# Геди, Дэвид
Дэвид Геди (Джиди) (англ. David Gedye) — основатель проекта SETI@home и его (проект SERENDIP) первый директор с 1995 по 1996 год. Идея по организации первого массового проекта распределённых вычислений, который использует компьютеры добровольцев — SETI@Home была им предложена в 1994 году, и он организовал проект, он предлагал использовать добровольные вычисления не только в SETI Radio Searches, но и во всех областях науки. SETI@home стартовал 17 мая 1999 года.
Технический директор проекта APEX Online Education (1998—2001 год), с 2002 года работает в Microsoft.
Образование Сиднейский университет (1979…1983 — BS) и Калифорнийский университет в Беркли (1986…1988 — MS).